# CA-01C

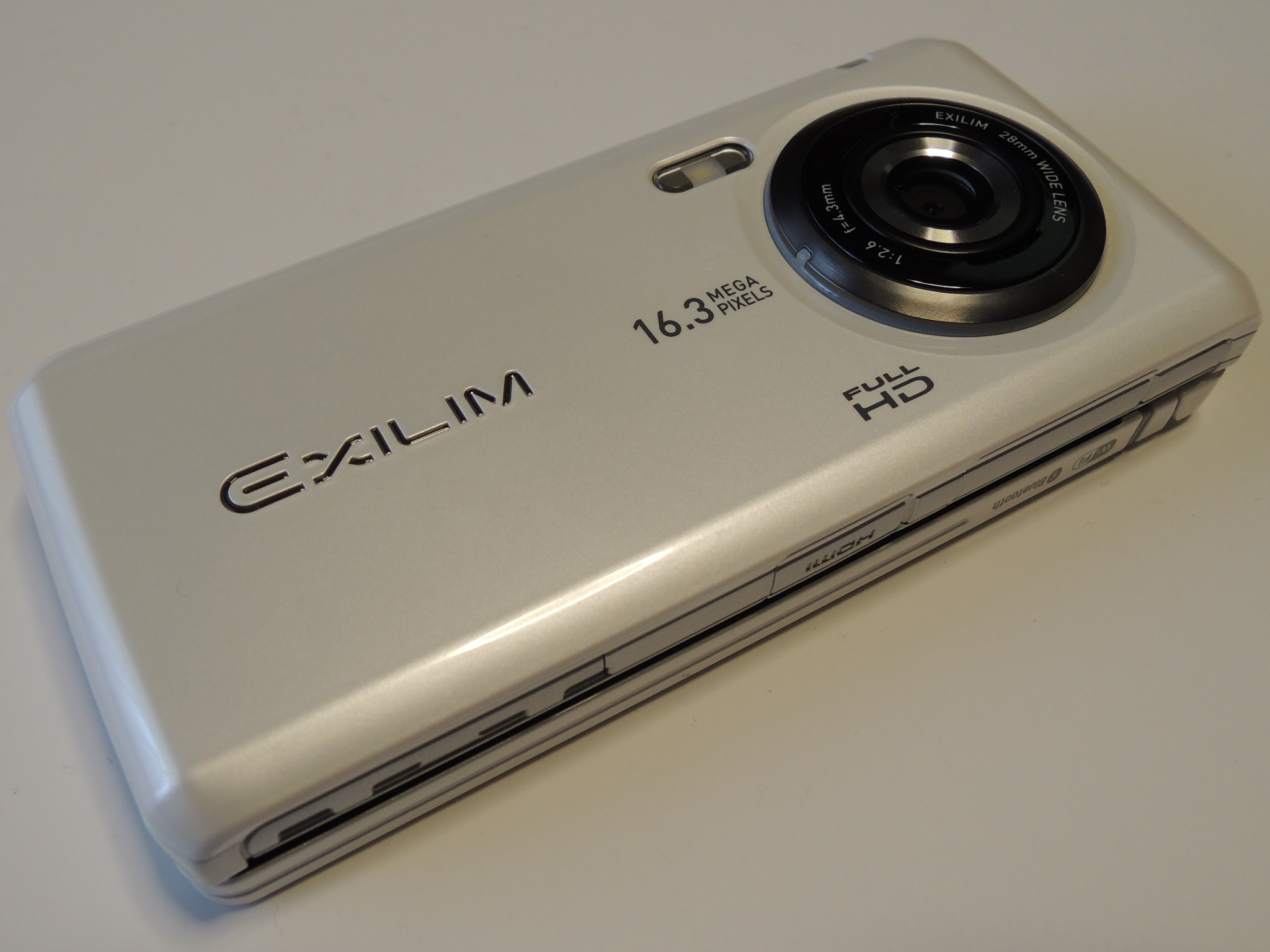
メインカメラ側

docomo PRIME series EXILIMケータイ CA-01C（ドコモ プライム シリーズ エクシリムケータイ シーエー ゼロイチ シー）は、当時のNECカシオモバイルコミュニケーションズによって開発された、NTTドコモの第3世代移動通信システム（FOMA）端末である。docomo PRIME seriesの端末。
型番は「CA-01C」とカシオ計算機を意味する「CA」を冠し、なおかつカシオブランドであるが、ドコモとNECカシオの扱いは事実上日本電気（NEC、本来は「N」）同様である（後述）。以下、「N」と「CA」はそれぞれNECブランド、カシオブランドの携帯電話を表す。

## 概要
NECカシオ製ではあるが、カシオブランドとしては初となるドコモ向け端末である。またドコモ初のEXILIMブランドを使った携帯電話となる。
au向けやソフトバンク向けのCAはカシオも開発に携わっているが、本機はカシオがNECカシオに商標ライセンスを提供する形でNECカシオが全面的に製造・開発を行っており、カシオは本機の開発には関与していない。このため、
- 端末本体やオプションにつけられる「Axxyyyyy」のコードも、従来からのNECからの通し番号で「AANyyyyy」となっており「ACAyyyyy」とはなっていない[3]。
- ドコモオンラインショップでも「N/CA（NEC CASIO Mobile/NECカシオモバイル）」として検索する扱いとなっており、NとCAの扱いが同じ[4]。
- 電池パックも「N22」となっており、N-02Bとの共通品をそのまま採用している。
- カメラ機能はEXILIMブランドを冠しているが、他のEXILIMケータイを含めたCAではなくNの定番機能である「瞬撮」機能（後述）が搭載されている。
- オペレータパックを利用している点を考慮しても、OSとボタンの配置がNのそれ（Access Linux Platform）と全く同じ。文字入力方式にもNと同じT9がある。
- この他に搭載されている機能も「他社向けのCA」ではなく「ドコモ向けのN」でまとめられている。
- カタログに関する問い合わせ先が、明記されていないがNECのインフォメーションセンター（Nのカタログに記載された電話番号とフリーダイヤル・ナビダイヤル共に同じ）。
- 本機のウェブサイトはCAのサイト「カシオ携帯電話オフィシャルWEBサイト」にあるが、ユーザーサポートのページはNのサイト「NEC mobile」にある。

となっていることからも分かる通りCAではあるがドコモとNECカシオからは事実上Nの扱いを受けている。つまり、本機の実態を一言で言えば「カシオのEXILIMブランドを冠したN」である。
2011年夏モデル限りでdocomo PRIME seriesが廃止されたため、本機は同シリーズ全体として最終機種となった。また2013年12月をもってカシオ保有のNECカシオ株をNECが引き取りカシオが完全撤退、さらに会社自体も2016年3月にNEC本社に移管して解散した（これでNECも完全撤退）ため、ドコモ向けのCAは事実上のNたる本機が唯一の機種である。

### カメラ機能
カメラ機能としては1630万画素の裏面照射型CMOSセンサーとEXILIMエンジン for Mobileを搭載し、高感度、低ノイズを実現し、フラッシュなしでも暗闇での撮影が可能となっている。またツインカメラを搭載しているわけではないが、カメラを水平にずらして撮影する事で、3D画像の撮影も可能となっている。また、0.5秒で起動する機能も有しているが、この実体は前述の通り本機が事実上のNであるが故の「瞬撮」機能である。
連写機能が搭載されており、3メガサイズで、30fps／約0.6秒間の高速連写で20枚の画像を記録が可能なほか、壁紙サイズであれば約0.5秒間の高速連写で画像30枚の記録が可能となる。またその中からブレたり、目を閉じている写真を除き、ベストな表情の1枚をカメラが自動でセレクトする。あわせて撮影間隔約0.6秒で次々と撮影できるクイックシャッターも搭載されている。
ユニークな機能としてはEXILIMでもおなじみのダイナミックフォトがあり、複数枚の連写画像の中から動く被写体をカメラが自動で切り抜き、動くデコメピクチャを作る事が可能なほか、他の写真と組み合わせた動く合成写真を作ることも可能となっている。
斜めに撮影した画像を正面から撮影したように補正する事ができるビジネスショットといわれる機能が搭載される。
動画撮影においては、超解像3倍デジタルズーム対応フルハイビジョンムービーの撮影も可能となっている。その他YouTubeにUPするのに最適なサイズでの動画撮影も可能となっている。
端末の形状は2軸ヒンジの折りたたみとなっており、液晶画面は2軸ヒンジで180度回転し、デジタルカメラのようなポジションを取る事が可能となっている。
タッチパネルだけでカメラのほとんどの操作が可能となる。たとえば画面上で撮りたい被写体をタッチするだけで、その被写体にフォーカスをあわせ、また子供やペットといった動きまわる被写体でも自動的に追尾してくれる。その他にズームや、その他カメラ設定も全てタッチパネル上で設定する事が可能となる。
インテリジェントオートフォーカス機能が搭載されており、「人物」「風景」「人物＋風景」「トワイライト」「夜景」「マクロ（接写）」の6つの撮影シーンをカメラが自動で判別し自動で最適化されたモードで撮影する事ができる。その他に「ビーチ」「スノー」「ペット」「食べ物」「文字」「スポーツ」「パーティー」「水中」「モノトーン」「せピア」といったモードを手動で設定し、撮影する事ができる。さらに、ミニチュアモード、インスタントカメラモード、美顔モード美顔+キラキラモードといった自分好みの撮影モードを選択し、撮影する事ができる。
また6軸の手振れ補正機能が搭載されている。

### タッチパネル
視差バリア式の3D液晶に対応しており、専用メガネなしでも、3Dで閲覧が可能となっている。あわせて撮影した写真を3Dで見る事も可能である。BeeTVやYouTubeなどで配信されている3D動画も立体視で見る事ができる。また液晶画面は静電式のタッチパネルとなっており、カメラの設定（タッチ対応カメラメニュー「EXILIM UI」）を含めてほとんどの操作がタッチパネルで操作が可能となり、文字入力などもフリック入力が可能となっている。
3D液晶にあわせ、3D対応のコンテンツやゲームなども用意されている。
例：ソニックゴルフ3D、3D WANBO 絵合わせパズル

### その他機能
- 防水（IPX5/8）・防塵（IP5X）に対応しているため、雨天時のカメラ撮影、入浴時のワンセグ試聴なども可能となる。
- Wi-Fi機能も搭載しており、IEEE802.11b/g/nに対応するため最大で150Mbpsの超高速通信でのネットサーフィンなどが利用可能なほか、モバイルWi-Fiルーター（アクセスポイントモード、所謂テザリング）機能もあり、本端末を親機としてニンテンドーDSやパソコンなどでインターネット接続が可能となる。またDLNAにも対応している。
- FMトランスミッターが搭載されており、本機で再生した音楽などを車のFMラジオを使って聴くことが可能となっている。
- HDMI端子（Dタイプ）を搭載していて、撮影した写真や動画、YouTubeやBeeTV、インターネット画面をテレビに映す事が可能であり、更に3D写真を3D対応テレビに出力する事もできる。
- NTTドコモの夏モデルからのサービスである50MBのiモーションやコンテンツパッケージといったiモードサービスにも対応する。
- au向けCAで人気のキャラクターであるアデリーペンギンの待受がプリセットされている。
- 2012年8月31日にホームUのサービスが終了する事となった為に同サービスとしては最後の対応機種となった。
- 英和約8.5万項目、和英約10万項目、国語約7万語の本格辞書が搭載されており、通常の電子辞書メニューからの検索だけでなく、メール作成画面などからの検索も可能となっている。
- iモードメール送信予約機能が搭載され、任意の宛て先に、指定した時間にメールを送信する事が出来るようになった。またテキストだけで作成したメールをその本文の内容にあわせて、一発でカラフルなデコメールに変換してくれる、かんたんデコメなども搭載されている。
- 音声認識機能が搭載されており、音声クイック起動、音声入力メール、音声クイック検索などの利用が可能となっている。

## 主な対応サービス
| 主な対応サービス                   | 主な対応サービス                                                    | 主な対応サービス                       | 主な対応サービス                                      |
| ---------------------------------- | ------------------------------------------------------------------- | -------------------------------------- | ----------------------------------------------------- |
| タッチパネル                       | FOMAハイスピード7.2Mbps(受信)／5.7Mbps(送信)                        | Bluetooth                              | DCMX／おサイフケータイ                                |
| iアプリオンライン／地図アプリ      | 直感ゲーム／メガiアプリ                                             | iウィジェット                          | マチキャラ／iコンシェル(※)                            |
| ホームU／ポケットU                 | GPS／ケータイお探し                                                 | デコメール／デコメ絵文字／デコメアニメ | iチャネル                                             |
| 着もじ                             | テレビ電話／キャラ電                                                | ケータイデータお預かりサービス         | フルブラウザ                                          |
| おまかせロック／バイオ認証         | 外部メモリーへiモードコンテンツ移行／ユーザーデータ一括バックアップ | トルカ                                 | iC通信／iCお引越しサービス                            |
| きせかえツール／ダイレクトメニュー | バーコードリーダ／名刺リーダ                                        | 2in1                                   | エリアメール／ソフトウェアーアップデート自動更新      |
| GSM／3Gローミング（WORLD WING）    | 着うたフル／うた・ホーダイ                                          | Music&Videoチャネル／ビデオクリップ    | デジタルオーディオプレーヤー(WMA)(AAC)(SD-Audio)(MP3) |

※オートGPS対応

## 搭載アプリ
以下のiアプリやiウィジェットがプリインストールされている他、dマーケットなどから様々なアプリケーションをダウンロードし、追加でインストールが可能となっている。
| - ソニック ゴルフ3D - ストリートファイターII 体験版 - ロックマン 体験版 - イルーナ戦記LITE - 3DWANBO絵合わせパズル - 日英しゃべって翻訳 - ぐるなび - MUSICアプリ - 地図アプリ - DCMXクレジットアプリ - iD設定アプリ - ドコモWebメール - マクドナルド トクするアプリ - E★エブリスタアプリ - Gガイド番組表リモコン - 楽オク☆アプリ - i Bodymo - お天気アプリ - かざす請求書 - ドコモ料金案内 - いつもNAVI[海外] - リッジレーサーズモバイル体験版 - ファミスタワイヤレス FM版 - 音楽パズル ルミネス | - 3D WANBO 絵合わせパズル - モバイルGoogleマップ - フォト文字クリエイター - 日英版しゃべって翻訳 - iCタグリーダー - モバイルSuica登録用iアプリ - FOMA通信環境確認アプリ - iアプリバンキング - 電子マネー「nanaco」 - ゴールドポイントカード - ビックポイント機能付きケータイ - モバイルAMCアプリ - iアバターメーカー - いっしょにデコ - 鏡リュウジ★今日の運勢 - ソラダスお天気予報ウィジェット - 駅探乗換案内 - ルナルナ★女性の医学 - Start！iウィジェット - 今の為替と株価 - iWウォッチ - おサイフケータイ Webプラグイン |

電子辞書
- ポケットプログレッシブ英和辞典
- ポケットプログレッシブ和英辞典
- ポケットプログレッシブ国語辞典
- 英会話とっさのひとこと辞典
- 英会話海外旅行ひとこと
- 英会話ビジネスひとこと

## 歴史
- 2011年3月10日 - TELEC通過。
- 2011年5月16日 - NTTドコモより発表。
- 2011年7月16日 - 発売開始。[5]

## 不具合
2012年1月11日に以下の不具合の修正がソフトウェアアップデートによって行われた。
- iアプリを実行中にマルチタスクで起動したワンセグが録画できない場合がある。

バッテリー端子の接触不良による瞬断が起きる事がある。